# 第二バーモント共和国

バーモント共和国の旗

第二バーモント共和国（Second Vermont Republic、SVR）は、アメリカ合衆国バーモント州の分離独立運動を展開している組織で、デューク大学のトマス・ネイラー教授を先頭に、州の連邦離脱に向けた活動を行っている。
バーモント州はアメリカ独立当時、ニューヨーク州の一部だったが、1777年に植民地政府のイギリスとニューヨーク州と、両方からバーモント共和国としての独立を宣言した。1791年に合衆国の州として併合されたが、多国籍企業やアメリカ連邦政府の専制政治に反対して、かつての独立していた時に戻って共和国になりたいと活発に分離運動が行われている。